# Route de l’Espoir

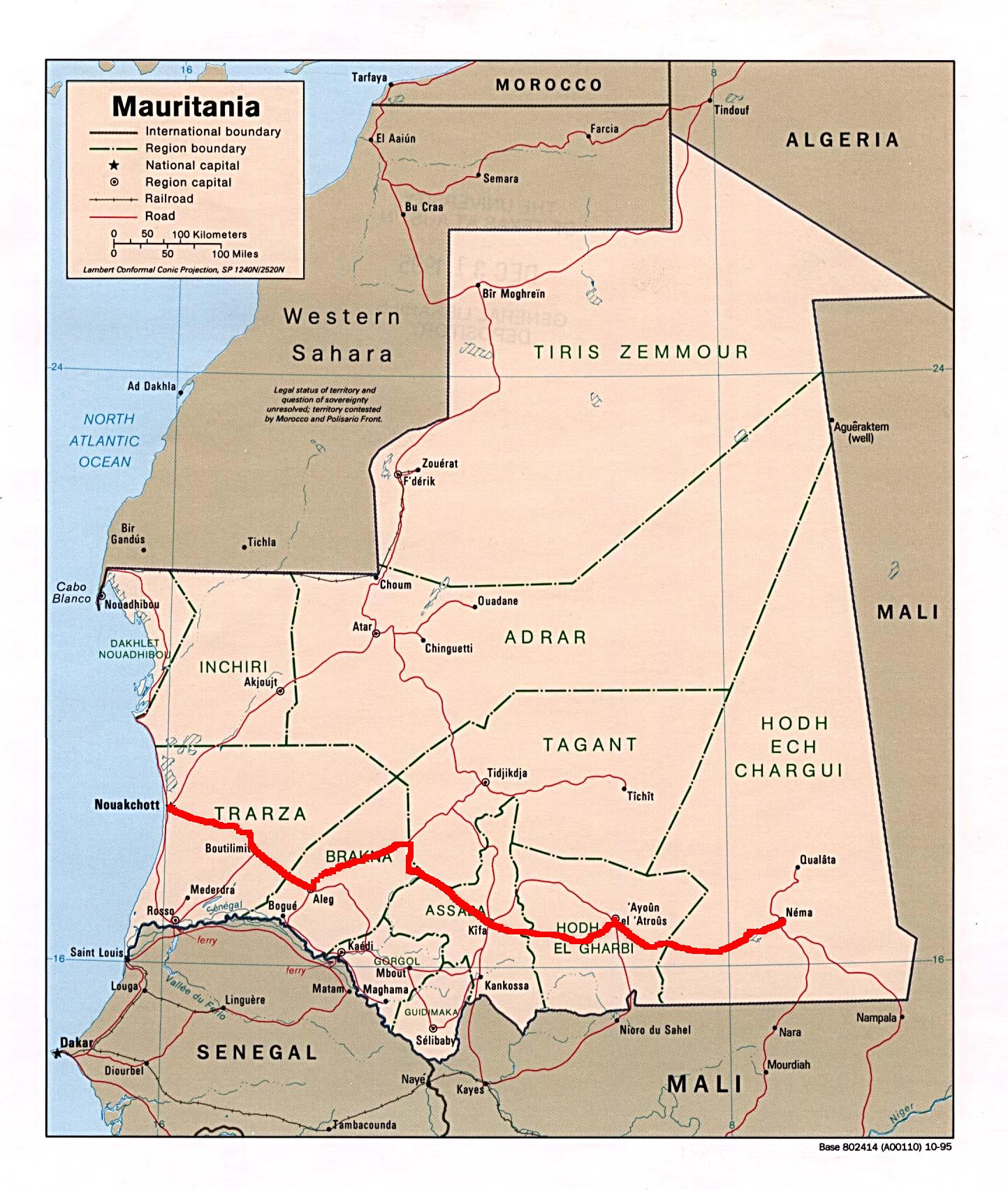
La Route de l’Espoir na mapie Mauretanii

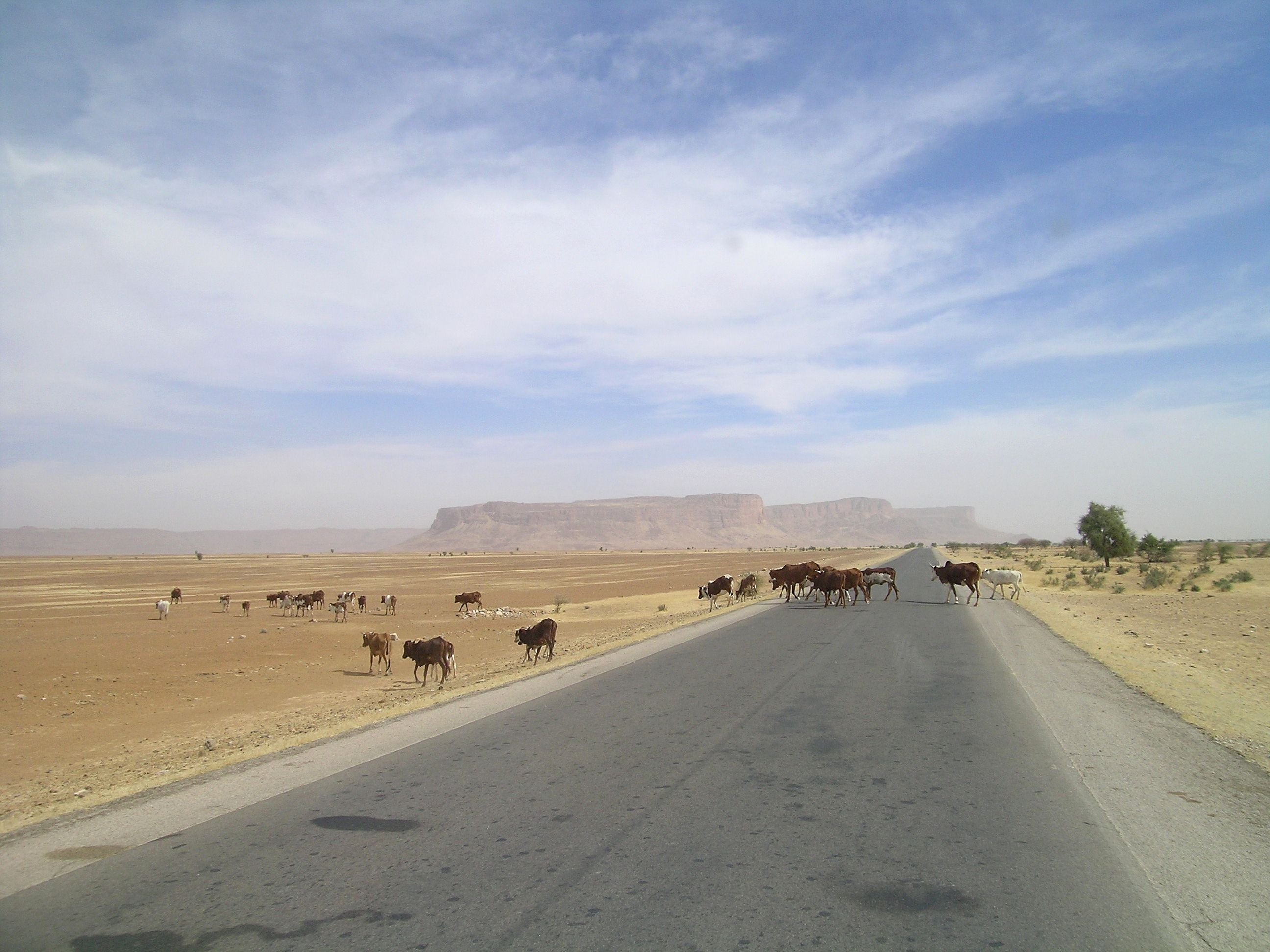
Bydło na La Route de l’Espoir

La Route de l’Espoir (Droga Nadziei) – jedna z głównych tras komunikacyjnych w Mauretanii, oznaczona jako trasa N3, przecinająca kraj z zachodu na wschód i łącząca stolicę Nawakszut nad Oceanem Atlantyckim z miastem An-Nama na dalekim, południowo-wschodnim krańcu kraju. Długość trasy wynosi 1102 km. Jej budowa rozpoczęła się już w 1975 roku, a współcześnie wyasfaltowany jest już cały odcinek trasy od Nawakszut po An-Namę. Duże znaczenie gospodarcze drogi wynika z faktu, że jest to jedyna trasa o twardej nawierzchni prowadząca ze stolicy w głąb południowej części kraju oraz jedna z dwóch (obok drogi do Ataru), prowadzących na wschód od wybrzeży Atlantyku.

## Przebieg trasy
Trasa przebiega w większości w południowej części kraju, w strefie Sahelu na południe od pustynnych obszarów Sahary. Rozpoczyna się w Nawakszut w zachodniej części Mauretanii, gdzie styka się z dwoma innymi drogami – jedna biegnie z Sahary Zachodniej na południe do Senegalu, a druga odchodzi od Nawakszut w kierunku północno-wschodnim do Ataru. Route de l’Espoir biegnie od Nawakszut początkowo w kierunku południowo-wschodnim, przecinając miasto Bu Tilimit (na 165 kilometrze), i dociera do miasta Alak, 253 km od stolicy. Od trasy odchodzi tutaj pomniejsza droga w kierunku południowym w stronę Kajhajdi. Sama Route de l’Espoir skręca natomiast na północny wschód, po czym po około 150 km, dotarłszy do miasta Sankrafa, kieruje się z powrotem na południowy wschód. W tym miejscu od trasy odchodzi także mniejsza droga gruntowa w kierunku miast Al-Midżrija i Tidżikdża. Po dalszych ok. 100 km droga przechodzi przez przełęcz Passe de Djouk, a następnie po kolejnych 100 km dociera do Kify, gdzie odchodzą od niej kolejne dwie drogi w kierunku południowym do Mbud i Kajhajdi oraz w kierunku północnym do wspomnianej Al-Midżriji. Sama Route de l’Espoir biegnie przez dalsze około 120 kilometrów do miasta Ujun al-Atrus. Odchodzi tam od niej na północ droga do Tamszikit, a stamtąd do ruin średniowiecznego Audaghust, natomiast inna droga prowadzi na południe do Nioro w Mali. Route de l’Espoir biegnie następnie przez dalsze 280 km na wschód do miasta An-Nama. W połowie drogi między Ujun al-Atrus a An-Namą, w miejscowości Timbadgha, od trasy w kierunku południowo-wschodnim odbiega droga gruntowa prowadząca do malijskiego miasta Nara (trasa ta przebiega w pobliżu ruin Kumbi Salih). W An-Namie Route de l’Espoir kończy się, odchodzi stąd jednak inna droga na północ w kierunku zabytkowego miasta Walata, a stamtąd dalej do miast Tiszit i Tidżikdża. Inna droga z An-Namy prowadzi na południe do wspomnianej miejscowości Nara w Mali.